# Masoro (Sektor)
Masoro (Kinyarwanda Umurenge wa Masoro) ist einer von 17 Sektoren im Distrikt Rulindo in der Nordprovinz von Ruanda.

## Geographie
Masoro hat eine Fläche von 29,7 km² und liegt auf einer Höhe von etwa 1550 m. Der Sektor unterteilt sich in die fünf Zellen Kabuga, Kigarama, Kivugiza, Nyamyumba und Shengampuli. Nachbarsektoren sind im Nordosten Ntarabana, im Südosten Nduba, im Süden Jabana, im Westen Murambi und im Nordwesten Cyinzuzi. Die Ostgrenze von Masoro bildet der Fluss Rusine, der in Richtung Südosten verläuft, wo er an der Sektorgrenze in den Nyabugogo mündet. Im Südwesten des Sektors befindet sich die Stadt Rutongo.

## Bevölkerung
Nach der Volkszählung von 2022 betrug die Einwohnerzahl 27.311 Einwohner. Zehn Jahre zuvor waren es 20.733, was einem jährlichen Bevölkerungszuwachs von 2,8 Prozent zwischen 2012 und 2022 entspricht.

## Verkehr
Durch den äußersten Südosten des Sektors verläuft die asphaltierte Nationalstraße 3 und eine District Road durch den Südwesten, die an Rutongo vorbei führt.